# Mady de La Giraudière
Mady de La Giraudière, née Couquet le 3 avril 1922 à Toulouse (Haute-Garonne) et morte le 24 février 2018 à Lavelanet (Ariège),, est une peintre, illustratrice, et lithographe française.

## Biographie
Mady de La Giraudière a passé son enfance à Lavelanet, dans une famille qui pendant de longues années a consacré son activité au développement de l’industrie textile.
À la fin de ses études à 19 ans, elle souhaite entrer à l’École des beaux-arts, mais se heurte au véto de son père, Émile Couquet, grande figure de l’industrie lavelanetienne. Passionnée de dessin et de peinture depuis sa plus tendre enfance, elle travaille donc seule, avec pour seul maître la nature.
Vers 1955, elle rencontre Anatole Jakovsky, « Le pape des Naïfs », qui la guide pour combler son manque de formation artistique et exige d’elle beaucoup de travail dans l’espoir de pouvoir organiser une première exposition à Paris. Elle peint alors une centaine de toiles en 3 ans, dont une quarantaine sont sélectionnées par Anatole Jakovsky qui organise sa première exposition à la galerie Henri Benezit à Paris. Cette exposition fut un véritable évènement car c’était la deuxième fois qu’était réalisée dans la capitale une exposition consacrée à un seul peintre naïf.

## Pratique artistique
Mady de La Giraudière est appréciée en tant que visionnaire d’un monde pur et poétique et sa peinture est une mise en images qui englobe tous les aspects du quotidien.
Elle traite volontiers des sujets consacrés aux usines et travail industriel, mais c’est dans les scènes bibliques que sa fantaisie inventive se manifeste avec la plus grande minutie dans le détail ornemental et poétique.
La sensibilité de l’artiste est toujours un des éléments majeurs qui se dégage en premier de l’œuvre; rêve et réalité se mêlent alors dans cet univers du merveilleux, où nous découvrons, la poésie des animaux, les sites grandioses d’un pays féerique.

## Obsèques
Ses obsèques sont célébrées dans l’église de Lavelanet le 1er mars 2018 devant un parterre de personnalités, au nombre desquelles Marie Lajus, préfète de l’Ariège, Henri Nayrou, président du conseil départemental, Kamel Chibli, vice-président de la région Occitanie, le maire de Lavelanet Marc Sanchez, et des artistes, dont Ryton Cazenave.
Mady de La Giraudière est inhumée au cimetière de Dreuilhe.

## Expositions
1959 : exposition à Toulouse
1960 : participation à l’exposition des peintres naïfs, présentée par Anatole Jakovsky à la Maison de la Pensée Française à Paris.
1961 : exposition à la galerie Henri Benezit à Paris et la même année, c’est le point de départ d’une riche carrière internationale avec une exposition à Bâle.
1963 : Mady de La Giraudière est invitée au Salon des Peintres Témoins de leur Temps au musée Galliera à Paris.
Dès 1964 et 1965, sa présence dans les grands salons est très remarquée : – salon d’automne, salon de l’Art Sacré, salon Comparaison à Paris et Première Biennale de la peinture de Trouville.
Elle a été sélectionnée pour participer en 1997, avec ses filles Chin et Nang, à la troisième édition de « La vie de château » au centre culturel français (French cultural center) de New York, en compagnie de trente-neuf autres artistes et artisans d’art français.
Dans le cadre du 30e anniversaire de l’Ambassade Pyrénéenne, Mady de La Giraudière crée une fresque de 2m x 3m peinte sur tissu pour chacun des cinq départements partenaires institutionnels de la Maison des Pyrénées. Les sites emblématiques des Pyrénées-Atlantiques, des Hautes-Pyrénées, de l’Ariège, de la Haute-Garonne et des Pyrénées Orientales ont orné les vitrines puis les bureaux de la Maison des Pyrénées pendant plusieurs années, et cela jusqu’à la fermeture de l’Ambassade régionale.
Grâce au concours du Département des Hautes-Pyrénées, ces œuvres inédites ont été exposées à Lavelanet en juillet 2018.

## Œuvres
Ses toiles figurent dans les musées de naïfs à Nice, à Vicq, à Laval, à Auvers-sur-Oise, à Lausanne, à Londres, à Tokyo, à New York . Sept de ses œuvres, des tableaux de 1,70 m sur 1,30 m qui racontent la vie du Christ, figurent dans l’église de Lavelanet. L’artiste a également prêté son concours pour rénover la salle des mariages de cette même ville,.

### Peinture
- La Mariée de l'année dernière, le jour du baptême, 1973, huile sur toile[13].

### Conte illustré
- Un si long chemin, Crécy-la-Chapelle, Éditions la Pibole, 1980, 61 p., textes et peintures, préface de Jacques Chancel.
- La corne de Pascou : conte, Labège, Éd. la Langue au chat, 1993.
- Le Noël de Séraphin : conte, Labège, Éd. la Langue au chat, 1993.
- Le sapin de Belesta : conte, Labège, éd. la langue au chat, 1993.
- Aux couleurs du temps, livre catalogue groupe éditorial Piktos, septembre 2010.

### Illustration
- Gaston et Matthieu Bonheur, ill. de Mady de La Giraudière, La surprenante histoire de Grain de Millet : l'enfance d'un petit homme, Paris, Éditions G.P., 1977, 34 p.
- Bernadette Arricastres, Aline Caër, Monique delpech, ... et al., ill. de Mady de La Giraudière, Helder Couto, Pierdec, Sur ton chemin : pour une catéchèse en CE II : [livret enfants], nouv. éd. entièrement ref. et mise à jour, Toulouse, Privat, Paris, Centurion, 1995, 80 p.
- Charles Mouly, Mon sabot de verre, Toulouse, Éditions du Raffût, 2008

## Distinctions
- Officier de l'ordre des Arts et des Lettres au titre de la promotion de juillet 2011 ; distinction remise le 27 janvier 2012 par Jean-Pierre Bel, président du Sénat, au cours d'une cérémonie à la mairie de Lavelanet (Ariège). Chevalier en 1987.

## Citations
- Anatole Jakovsky[7],[14] :

« Dans la plupart des tableaux de Mady de la Giraudière, on entend les sonnailles, comme on y sent le thym, la lavande et le laurier. Et le soleil, le bon soleil du Midi ne s’y couche pour ainsi dire jamais. »

En lui remettant en 1987 la médaille des Arts et Lettres, Paul Guth la salue comme « Notre-Dame de la peinture naïve. »
Lors de son accueil Marc Sanchez, maire de Lavelanet déclarait :

« Notre ville lui doit énormément pour son talent d'artiste bien sûr, mais également pour toutes les actions qu'elle entreprend notamment en direction de la jeunesse. Merci Mady et félicitations pour cet honneur mérité et qui rejaillit sur notre territoire. »

[réf. nécessaire]